# Nazionale femminile di calcio della Repubblica Ceca
La nazionale di calcio femminile della Repubblica Ceca è la rappresentativa calcistica femminile internazionale della Repubblica Ceca, gestita dalla locale federazione calcistica (FAČR).
In base alla classifica emessa dalla FIFA il 15 marzo 2024, la nazionale femminile occupa il 30º posto del FIFA/Coca-Cola Women's World Ranking.
Come membro dell'UEFA partecipa a vari tornei di calcio internazionali, come al Campionato mondiale FIFA, al Campionato europeo UEFA, ai Giochi olimpici estivi e ai tornei ad invito come l'Algarve Cup o la Cyprus Cup.

## Storia

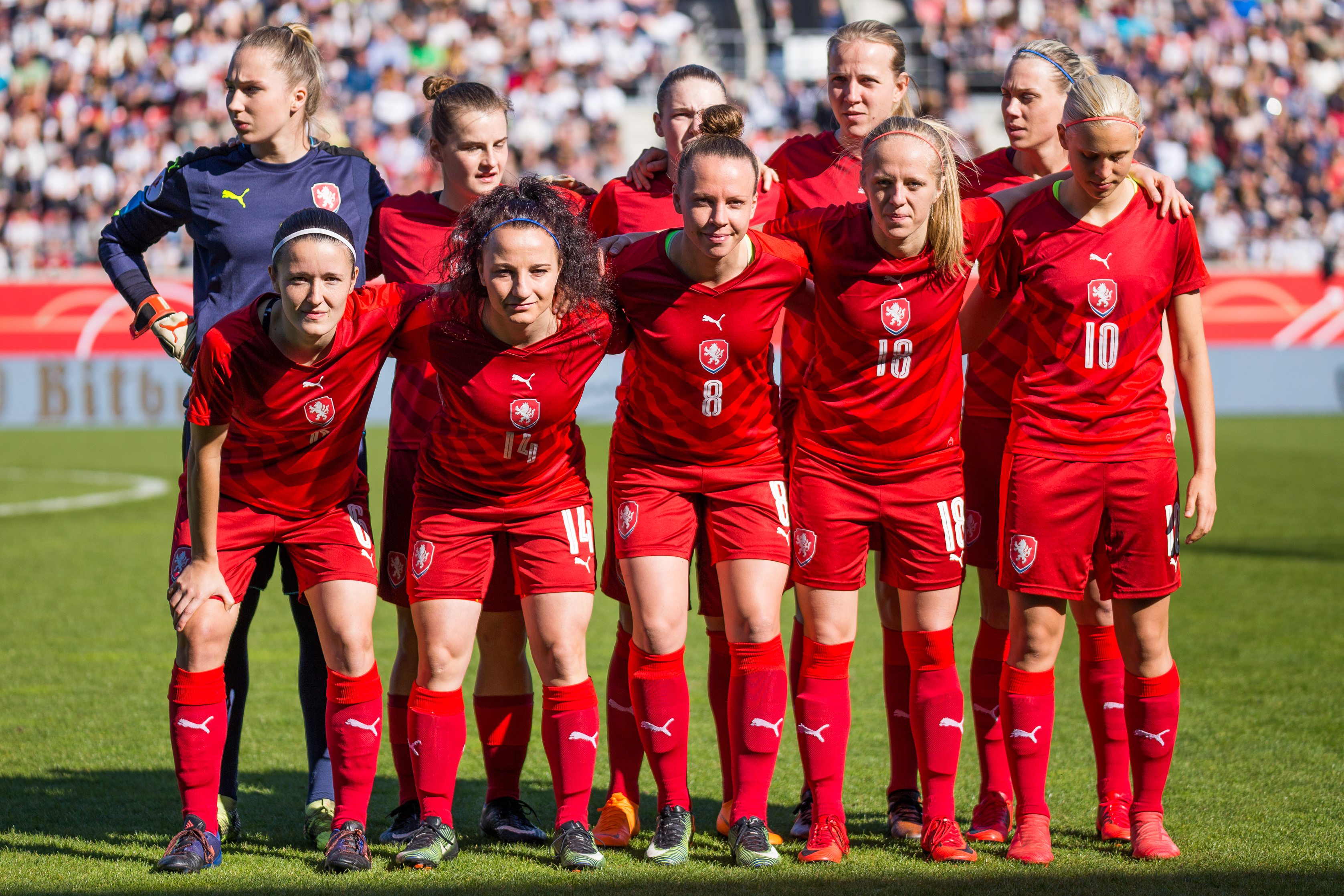
Formazione della nazionale ceca nella partita contro la il 7 aprile 2018.

La nazionale della Repubblica Ceca venne costituita nel 1993 dopo la dissoluzione della Cecoslovacchia. Le prime due partite ufficiali vennero giocate a Hluk il 21 e 22 giugno 1993 proprio contro la Slovacchia: entrambe le amichevoli vennero vinte dalle ceche. Il 4 settembre 1993 la nazionale fece il suo esordio nelle qualificazioni al campionato europeo 1995, perdendo 6-1 dalla Norvegia; le ceche conclusero le qualificazioni all'ultimo posto nel girone A con tre pareggi e tre sconfitte. Nel biennio successivo la nazionale ceca vinse il gruppo 6 delle qualificazioni al campionato europeo 1997, giocando i play-off per l'accesso alla classe A delle qualificazioni, ma venendo sconfitta dai Paesi Bassi nel doppio confronto e rimanendo così nella classe B. Nelle qualificazioni al campionato europeo 2001 la nazionale ceca raggiunse nuovamente i play-off per l'accesso alla classe A, ma questa volta superò la Jugoslavia nel doppio confronto e ottenne l'accesso alla classe A delle qualificazioni.
Nella fase di qualificazione al campionato europeo 2005 le ceche conclusero al secondo posto alle spalle della Germania il gruppo 4, accedendo così ai play-off per definire altri tre posti per la fase finale: nel doppio confronto ebbe la meglio l'Italia vincente sia all'andata che al ritorno. La sfida tra Rep. Ceca e Italia si ripropose anche quattro anni dopo nei play-off delle qualificazioni all'europeo 2009. Come quattro anni prima, furono le italiane a prevalere con una doppia vittoria. Nelle annate successive la nazionale ceca partecipò alle fasi di qualificazione ai campionati mondiali ed europei, rimanendo fuori anche dalla possibilità di giocarsi l'accesso alla fase finale tramite i play-off. Le qualificazioni al campionato europeo 2022 videro le ceche classificarsi al secondo posto nel gruppo D alle spalle della Spagna, tornando ai play-off dopo un decennio. Nei play-off le ceche pareggiarono sia l'andata che il ritorno contro la Svizzera per 1-1, perdendo poi la sfida dopo i tiri di rigore, che negarono alle ceche la prima partecipazione alla fase finale del campionato continentale.

## Partecipazioni ai tornei internazionali
Legenda: Grassetto: Risultato migliore, Corsivo: Mancate partecipazioni

## Rosa
Lista delle 22 calciatrici convocate dal selezionatore Karel Rada per le gare del 26 novembre 2021 contro i Paesi Bassi a Ostrava e del 30 novembre 2021 contro la Bielorussia a Opava, valide per le qualificazioni al campionato mondiale 2023.
| N. | Pos. | Giocatore           | Data nascita (età)          | Pres. | Reti | Squadra             |  |
| -- | ---- | ------------------- | --------------------------- | ----- | ---- | ------------------- |  |
|    | P    | Olivie Lukášová     | 4 giugno 2001 (20 anni)     | 1     | 0    | Slavia Praga        |  |
|    | P    | Barbora Růžičková   | 20 aprile 1998 (23 anni)    | 7     | 0    | Slovácko            |  |
|    | P    | Alexandra Vaníčková | 15 giugno 1997 (24 anni)    | 10    | 0    | Sparta Praga        |  |
|    | P    | Barbora Votíková    | 13 settembre 1996 (25 anni) | 32    | 0    | Paris Saint-Germain |  |
|    |      |                     |                             |       |      |                     |  |
|    | D    | Petra Bertholdová   | 24 novembre 1984 (37 anni)  | 102   | 4    | Sparta Praga        |  |
|    | D    | Anna Dlasková       | 6 ottobre 1995 (26 anni)    | 18    | 1    | Sparta Praga        |  |
|    | D    | Lucie Jelínková     | 19 gennaio 2003 (18 anni)   | 0     | 0    | Slovácko            |  |
|    | D    | Michaela Khýrová    | 3 febbraio 2000 (21 anni)   | 5     | 0    | Slavia Praga        |  |
|    | D    | Kateřina Kotrčová   | 27 aprile 2000 (21 anni)    | 0     | 0    | Sparta Praga        |  |
|    | D    | Simona Necidová     | 20 gennaio 1994 (27 anni)   | 31    | 1    | Slavia Praga        |  |
|    | D    | Gabriela Šlajsová   | 7 aprile 2000 (21 anni)     | 10    | 0    | Slavia Praga        |  |
|    |      |                     |                             |       |      |                     |  |
|    | C    | Kateřina Bužková    | 19 marzo 1996 (25 anni)     | 23    | 0    | Sparta Praga        |  |
|    | C    | Klára Cahynová      | 20 dicembre 1993 (27 anni)  | 77    | 7    | Siviglia            |  |
|    | C    | Franny Černá        | 22 luglio 1997 (24 anni)    | 9     | 0    | Slavia Praga        |  |
|    | C    | Kamila Dubcová      | 17 gennaio 1999 (22 anni)   | 27    | 9    | Sassuolo            |  |
|    | C    | Aneta Pochmanová    | 12 aprile 2001 (20 anni)    | 8     | 0    | Sparta Praga        |  |
|    | C    | Kateřina Svitková   | 20 marzo 1996 (25 anni)     | 46    | 20   | West Ham            |  |
|    | C    | Tereza Szewieczková | 4 maggio 1998 (23 anni)     | 30    | 7    | Slavia Praga        |  |
|    |      |                     |                             |       |      |                     |  |
|    | A    | Klára Cvrčková      | 25 luglio 2001 (20 anni)    | 2     | 1    | Sparta Praga        |  |
|    | A    | Lucie Martínková    | 19 settembre 1986 (35 anni) | 112   | 25   | Sparta Praga        |  |
|    | A    | Miroslava Mrázová   | 19 febbraio 1999 (22 anni)  | 8     | 1    | Viktoria Plzeň      |  |
|    | A    | Andrea Stašková     | 12 maggio 2000 (21 anni)    | 24    | 8    | Juventus            |  |

## Record individuali
Dati aggiornati al 24 febbraio 2022; in grassetto le calciatrici ancora in attività.

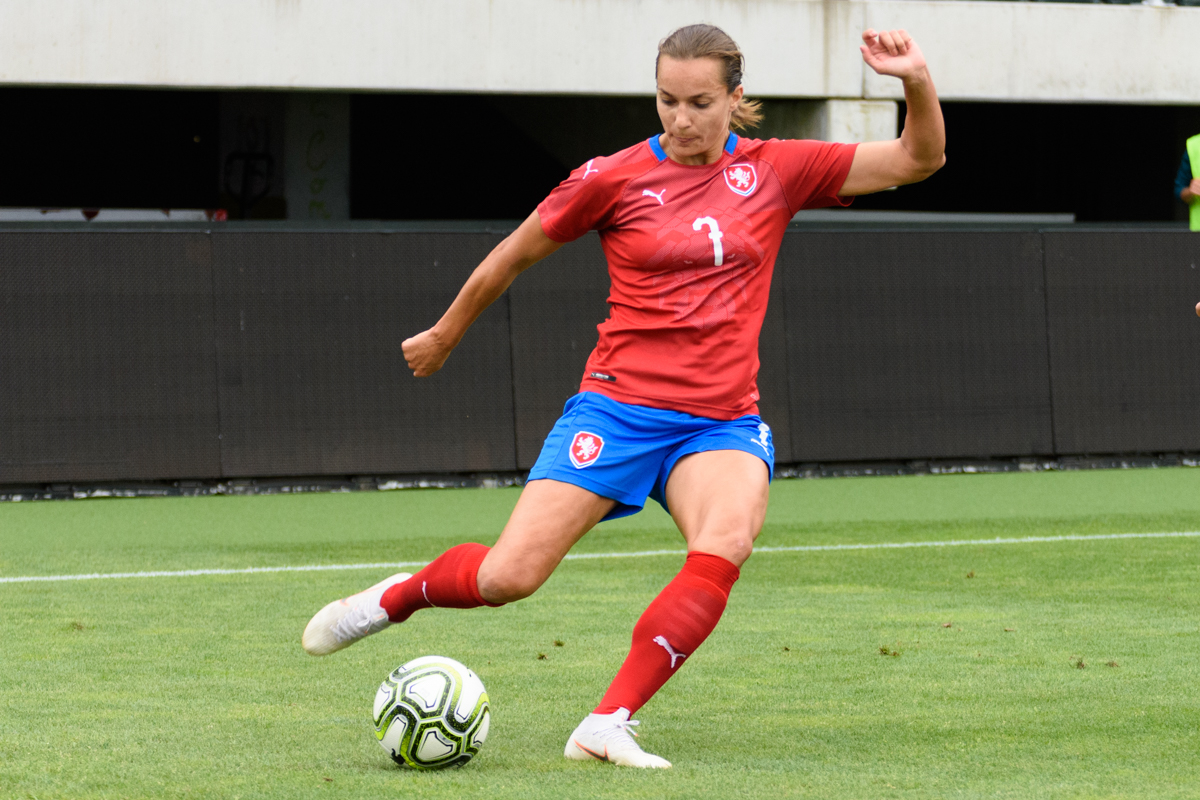
Lucie Martínková, primatista di presenze con la nazionale ceca.

| #  | Giocatore          | Periodo   | Pres. | Reti |
| -- | ------------------ | --------- | ----- | ---- |
| 1  | Lucie Martínková   | 2003-     | 115   | 25   |
| 2  | Petra Bertholdová  | 2002-     | 106   | 4    |
| 3  | Petra Vyštejnová   | 2008-     | 82    | 0    |
| 4  | Klára Cahynová     | 2011-     | 81    | 7    |
| 5  | Irena Martínková   | 2003-     | 76    | 12   |
| 6  | Eva Šmeralová      | 1993-2008 | 75    | 14   |
| 7  | Lucie Voňková      | 2009-2021 | 72    | 22   |
| 8  | Eva Bartoňová      | 2010-     | 66    | 3    |
| 9  | Gabriela Chlumecká | 1993-2007 | 66    | 52   |
| 10 | Kateřina Došková   | 1999-2010 | 66    | 11   |

| #  | Giocatore          | Periodo   | Reti | Pres. | Reti/pr. |
| -- | ------------------ | --------- | ---- | ----- | -------- |
| 1  | Gabriela Chlumecká | 1993-2007 | 52   | 66    | 0,79     |
| 2  | Lucie Martínková   | 2003-     | 25   | 115   | 0,22     |
| 3  | Pavlína Ščasná     | 1998-2008 | 24   | 51    | 0,47     |
| 4  | Lucie Voňková      | 2009-2021 | 22   | 72    | 0,31     |
| 5  | Kateřina Svitková  | 2014-     | 21   | 48    | 0,44     |
| 6  | Iveta Dudová       | 1994-2002 | 20   | 40    | 0,5      |
| 7  | Petra Divišová     | 2007-2019 | 18   | 58    | 0,31     |
| 8  | Eva Šmeralová      | 1993-2008 | 14   | 75    | 0,19     |
| 9  | Martina Jedličková | 1993-2002 | 14   | 44    | 0,32     |
| 10 | Petra Zuzaníková   | 1993-1998 | 12   | 27    | 0,44     |